# Handżur
Handżur (arab. حنجور) – miejscowość w Syrii, w muhafazie Hama. W 2004 roku liczyła 2904 mieszkańców.